# Franz Xaver Messerschmidt
Franz Xaver Messerschmidt (Wiesensteig, 1736. – Pozsony, 1783. augusztus 19.) német származású osztrák szobrász. Főleg a lelkiállapotot is kiválóan kifejező karakterfejeiről ismert.

## Életpályája
Több mint egy századon át elfeledett nagy tehetségű művész volt. Tulajdonképpeni méltánylásra csak a bécsi Hagenbund 1907. évi kiállításán kiállított nyolc karakterfeje talált,majd 1922-ben az akkor megnyílt bécsi Barockmuseum Bécsben elszórt munkáit egyesítve mutatta be. 1750-ig nagybátyjának, az ugyancsak Wiesensteigből származó Johann Baptist Straub udvari szobrásznak volt a tanítványa Münchenben, majd két évig másik nagybátyjáé, Philipp Jakob Straub szobrászé Grazban. Messerschmidt 1752 és 1757 között a bécsi akadémián Mathäus Donnernál tanult. 1757-ben stukkófaragóként dolgozott a bécsi Zeughausban, közben 1765—1766 folyamán Rómában és Londonban fordult meg. 1769-ben helyettes tanár volt a bécsi akadémián, ám már 1774-ben „zavart elméjűsége“ miatt nyugdíjazták. 1775-ben hazájába ment és rövid ideig Münchenben hasztalan keresett alkalmazást. 1777-ben költözött Pozsonyba, ahol a zsidók lakta városrészben egy kis házikóban a munkáinak élt, magányosan, senkivel sem érintkezve.

## Művei
Kezdeti művei erősen barokk-rokokóízűek, később azonban, korát megelőzve, az emberi test arányainak általános kánonját kereste, ezáltal a klasszicizmus szellemének egyik előfutára lett. I. Ferenc császár és Mária Teréziának aranyozott bronzbüsztjei (1760), Gerard van Swieten aranyozott ólombüsztje (1769, valamennyi a bécsi barokkmúzeumban gazdag barokkos ruharedőikkel erősen a kor divatját követik, egyszerűbb és erőteljesebb van Swietennek ruhátlan kisebb márvány mellszobra (Bécs, Nationalbibliothek). I. Ferenc német császárt ornátusban ábrázoló álló ólomszobra, valamint párdarabja: Mária Terézia magyar díszruhában, fején a magyar koronával (1766, mindkettő a Barockmuseumban), az előbbiekhez hasonló szellemben fogantak. Szinte klasszicizálóan egyszerűek a mestere, Johann Baptist Straub feleségének síremlékéről származó, a hitet jelképező márvány női feje (1777 körül) és az újabban neki tulajdonított, előbbivel egykorú márványbüszt, amely Roman Anton Boos szobrász sírjáról való és a művészt ábrázolja (mindkettő Münchenben, a Nationalmuseumban). A Donner által Bécsben meghonosított elegáns kecsességet mutatják a bécsi Szent lstván-templom Savoy-kápolnájában levő márvány Immaculata és János evangélista, a bécsi Savoy-Damenstift külső homlokzatán elhelyezett ólom Immaculata egészen Donner-szerű angyalokkal, de még inkább az udvarban levő ólomkút a sareptai özvegy alakjával (1770—76). Kedvelt ábrázolási módja volt az ovális vagy kör alakú keretben készült domborművű arckép: II. József és neje, pármai Mária Izabella nagyobb ovális bronz reliefje (Barockmuseum), a valószínűleg Batthyány gróf pár kerek márvány-medaillonjai (pozsonyi múzeum) és a budapesti Szépművészeti Múzeumban levő 8 kis zsírkő medallion: Albert von Sachsen, Teschen hg., Mária Christina főhercegnő , II. József, önarckép, Kiss József és két ismeretlen férfi.

## A karakterfejek
Karakterfejekkel 1770-től foglalkozott. Az eredetileg tervezett 64 fejből Messerschmidt haláláig azonban csak 49 készült el, ezek közül 32 ólomból, 16 kőből és egy fából. Másolatok útján ezek a fejek nagyon elterjedtek. Christoph Friedrich Nicolai, aki útleírásában bőven megemlékezik Messerschmidtről, 1781-ben Pozsonyban meglátogatta őt. Nicolai írja, hogy a fejeket nagyrészt saját arca után, tükörből mintázta. A fejek kivétel nélkül férfifejek; nemcsak ú. n. karaktereket, hanem temperamentumokat és lelki állapotokat ábrázolnak, sőt, azok egyikében, a „csőrösszájú“-ban, a művész az őt folytonosan kínzó, hallucinált rossz szellemet igyekezett megtestesíteni. A karakterfejek legtöbbje a bécsi Barockmuseumbanvan: A mogorva (ólom), Az aggastyán, A megbízható, A bohóc, A mélybánatú (valamennyi márványból), A derűsen mosolygó (hársfa). Budapesten a Szépművészeti Múzeumban: A nevető és síró (stukkó), a Fővárosi Képtárban: Az ásító és alvó (ólom) [forrás?]. A fejekkel rokon felfogású egy kapucinus ólommellképe a pozsonyi múzeumban, valamint az ugyancsak Pozsonyban (1783) készült Kovachich Márton György jogtudós vasmellképe (Budapest, Történeti Arcképcsarnok). Életét kortársa, a pozsonyi Christoph Oeser (t 1791), egy „Hebe Herculae“ dramolettben dicsőítette (megjelent „Theestunden is Lindenhain“, kiadta Christoph Oeser, Lipcse, 1846).

## Emlékezete
1894-ben Bécs Währing nevű városrészében (18. kerület) utcát neveztek el róla (Messerschmidtgasse).

## Képgaléria

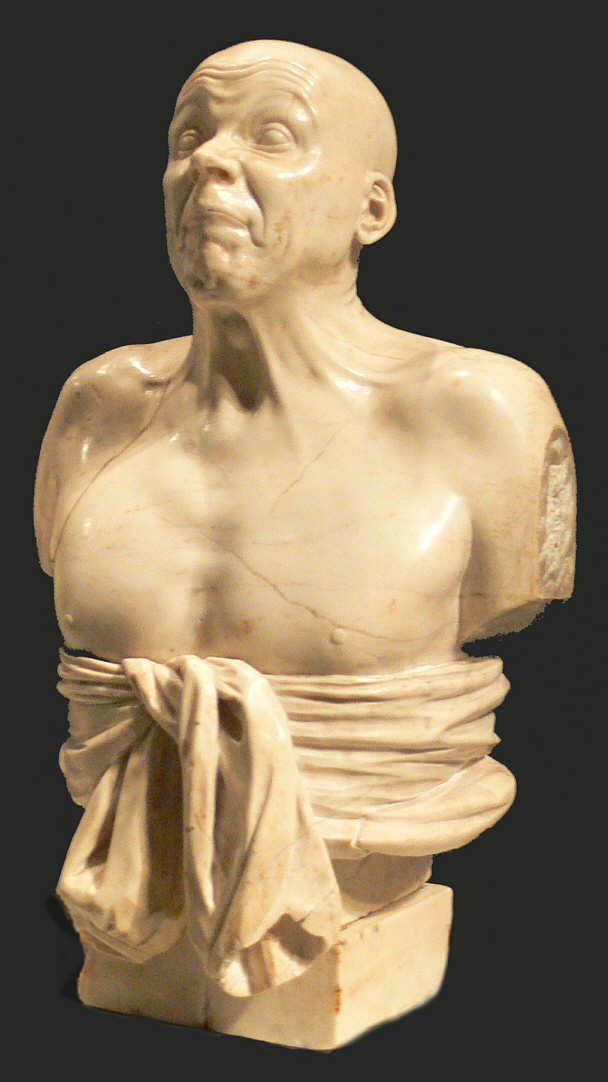
Demokritosz (alabástromból), Württembergisches Landesmuseum Stuttgart)
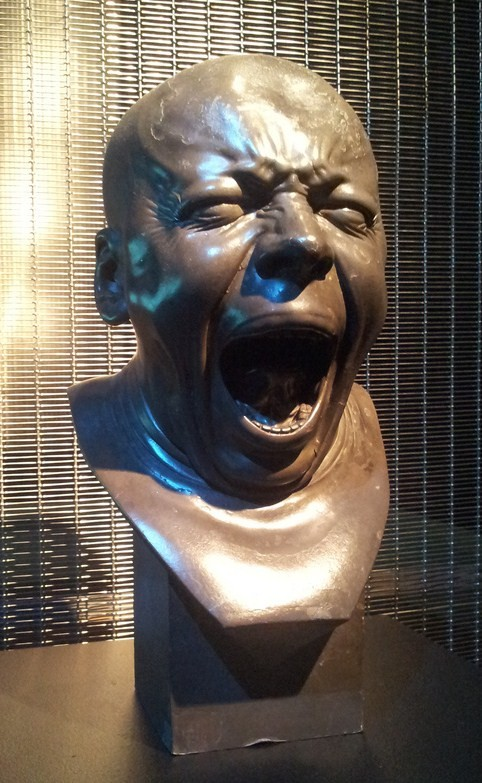
Karakterfej: Ásító (1777–1781)

## Testvére, Johann Messerschmidt
Johann Messerschmidt szobrász Franz Xaver Messerschmidt testvére volt. Pozsonyban élt és inkább dekoratív szobrász volt. 1776 és 1779 között ő készítette a pápai plébániatemplom belső szobrászmunkáit. Tőle való ezen kívül e templom homlokzatának középső szakaszát díszítő Szt. István vértanút ábrázoló szobor, továbbá a tőle jobbra és balra ülő két angyal, valamint a homlokzat vázái. 

## További művei (válogatás)
- Bildnisbüste József Vencel liechtensteini herceg, vor 1783, Bronze/grauer Marmor, 70 × 70 × 88 cm, Heeresgeschichtliches Museum, Wien.
- Bronzerelief Josef II. als Erzherzog mit Gegenstück Isabella von Parma, 1760/1763, Bronze, 125 × 98 × 8 cm (hochoval), Belvedere, Wien.
- Zweiter Schnabelkopf, 1770/1783, Braun gefleckter Alabaster, 43 × 25 × 23 cm, Belvedere, Wien.
- Der Schaafkopf, 1770/1783, Braun gefleckter Alabaster, 43 × 23 × 32 cm, Belvedere, Wien.
- Maria Theresia als Königin von Ungarn, 1764–1766, Zinn-Kupfer-Legierung, 202 × 110 × 60 cm, Belvedere, Wien.
- Kaiser Franz I. Stephan von Lothringen, 1765–1766, Zinn-Kupfer-Legierung, 216 × 110 × 80 cm, Belvedere, Wien.

## Külső hivatkozások
- Konstanze Crüwell: Die Gesichtsverhandlung. (Mit einer Serie von Charakterköpfen.) FAZ.NET 17. November 2006. FAZ, 2006. november 17.
- Werke von Franz Xaver Messerschmidt Archiválva 2016. március 4-i dátummal a Wayback Machine-ben In: Digitales Belvedere
- Belvedere Wien, Charakterköpfe, Bilder Archiválva 2016. március 11-i dátummal a Wayback Machine-ben
- Grabstein auf der Müllhalde in Új Szó 10/123 vom 4. Mai 1957 (ungarisch)
- Deutsche Biographie